# Acompáñame (álbum de Yuri y Mijares)
Acompáñame es el vigésimo primer álbum  pero el primer colaborativo realizado por la cantante mexicana de pop latino Yuri, y a la vez, es el decimosexto álbum de estudio realizado por el cantante mexicano Mijares, lanzado al mercado el 26 de abril de 2006; donde realizan duetos de todas las canciones que lo componen y es editado por la disquera Sony Music.

## Antecedentes
En 2005 y por tres temporadas consecutivas, se convirtió en la conductora del Reality Show Objetivo Fama, grabado en Puerto Rico. 
A finales de 2005 Yuri y Mijares realizan una presentación juntos en el Auditorio Nacional con bastante éxito, donde su concierto es abierto por el cantante Cox; Durante esta presentación anuncian la realización de un nuevo disco en el cual colaborarían juntos.

## Realización y promoción
En 2006 se editó un disco de covers a dueto con Mijares, titulado Acompáñame, cuyo sencillo "callados" logra colocarse en el gusto del público y graba el videoclip del sencillo que logró gran éxito en ventas en México obteniendo disco de platino. Aunque en radio no logra el éxito anhelado. Al mismo tiempo, inició la gira Cantar por cantar, junto a Mijares y a Ricardo Montaner. Además, participó como parte del jurado en el reality, Cantando por un sueño.

## Recepción
Este álbum logra un gran éxito de ventas logrando vender más de 100 000 copias, certificándolo AMPROFON como disco de platino. Para Mijares este álbum significó un regreso a las listas de popularidad y fue su trabajo más aceptado comercialmente  desde Vive en mi publicado en 1994. Gozó de un gran éxito por toda Latinoamérica y sus sencillos llegaron a lo más alto de las listas en la mayoría de los mercados.

### Posicionamientos
| #  | Título          | México | Hot Latin Tracks (Estados Unidos). | Argentina | Costa Rica | Chile | Colombia | Venezuela | Ecuador |
| -- | --------------- | ------ | ---------------------------------- | --------- | ---------- | ----- | -------- | --------- | ------- |
| 1. | "Y llegaste tú" | #1     | #17                                | #1        | #1         | #1    | #1       | #1        | #1      |
| 2. | "Acompañame"    | #1     | #2                                 | #5        | #8         | #1    | #1       | #3        | #1      |

## Lista de canciones
Créditos adaptados de Billboard

| N.º | Título                      | Escritor(es)                     | Duración |  |
| 1.  | «Me alimento de ti»         | Gonzalo Benavides                | 3:16     |  |
| 2.  | «Simplemente amor»          | Amanda Miguel, Diego Verdager    | 3:43     |  |
| 3.  | «Es por ti»                 | J.M. Bravo - Jose Teodomir       | 4:26     |  |
| 4.  | «Te quiero así»             | Camilo Sesto                     | 3:27     |  |
| 5.  | «Acompáñame»                | Antonio Guijarro-Augusto Alguero | 3:45     |  |
| 6.  | «Para decir adiós»          | Roberto Figueroa                 | 4:17     |  |
| 7.  | «Nada personal»             | Armando Manzanero                | 3:10     |  |
| 8.  | «Sólo le pido a Dios»       | León Gieco                       | 3:07     |  |
| 9.  | «Callados»                  | Camilo Sesto                     | 4:49     |  |
| 10. | «No me puedo escapar de ti» | Juan Carlos Calderón             | 3:23     |  |
| 11. | «Amándote»                  | Claudia Brant-Mark Portman       | 3:59     |  |
| 12. | «Y llegaste tú»             | Leonel García, Noel Schajris     | 4:18     |  |